# العقام (ريده ورياد)

تعديل مصدري - تعديل

العقام محلة تابعة لقرية المدان، التابعة لعزلة ريده ورياد بمديرية ذي السفال إحدى مديريات محافظة إب في الجمهورية اليمنية، بلغ تعداد سكانها 113 حسب تعداد اليمن لعام 2004.